# Orazio Cambiasi
Pour les articles homonymes, voir Cambiaso.
Orazio Cambiasi ou Cambiaso est un peintre italien baroque de l'école génoise de la fin du XVIe et du début du  XVIIe siècle, le fils du plus connu Luca Cambiaso.

## Biographie
En  1583, Orazio Cambiasi accompagne, avec Lazzaro Tavarone, son père en Espagne où Philippe II l'a nommé pittore regio pour les fresques du chœur de la basilique San Lorenzo de l'Escurial.
Revenu à Gênes, en 1585 après la mort de son père,  il eut pour élève, entre autres,  Giovanni Andrea Ansaldo,  Simone Barabino, Giulio Benso, Battista Castello.